# 3081 Martinůboh
3081 Martinůboh eller 1971 UP är en asteroid i huvudbältet, som upptäcktes 26 oktober 1971 av den tjeckiske astronomen Luboš Kohoutek vid Bergedorf-observatoriet. Den har fått sitt namn efter Bohuslav Martinů.